# Guarabira (kommun)
Guarabira är en kommun i Brasilien.   Den ligger i delstaten Paraíba, i den östra delen av landet, 1 700 km nordost om huvudstaden Brasília. Antalet invånare är 55 340.
Följande samhällen finns i Guarabira:
- Guarabira

Omgivningarna runt Guarabira är huvudsakligen savann. Runt Guarabira är det ganska tätbefolkat, med 65 invånare per kvadratkilometer.